# Museo Fabergé en Baden-Baden
El Museo Fabergé es un museo de privado ubicado en la ciudad alemana de Baden-Baden, dedicado a artículos fabricados por la firma de joyería rusa, Fabergé. Fue inaugurado por el coleccionista de arte ruso, Alexándr Ivanov, el 9 de mayo de 2009. Es propiedad de la sociedad de responsabilidad limitada, Fabergé Museum GmbH, que originalmente fue cofundada por Alexsándr Ivanov y Konstantin Golóshchapov en enero de 2008.

## Descripción
La colección del museo contiene más de 1,500 artículos creados por Fabergé. Los artículos de la colección incluyen una jarra de plata en forma de conejo y el último huevo de Pascua imperial, el Huevo de Abedul de Carelia, hecho de abedul de Carelia con oro y diamantes para la Pascua de 1917. Sin embargo, el zar Nicolás II fue depuesto antes de que pudiera dárselo a su madre. Cuando Ivanov compró por primera vez el huevo de Carelia, algunos expertos dudaron de su autenticidad porque su existencia no era conocida. Ivanov tiene documentos encontrados en los archivos estatales rusos que prueban que el huevo es genuino.
La empresa Fabergé se fundó en San Petersburgo en 1842 y fue proveedor oficial de la Corte Imperial rusa desde 1885 hasta 1917. También suministró artículos de lujo de alta gama a la aristocracia rusa y europea. Además de los zares, los clientes incluyeron a la Reina del Reino Unido y la familia real de Siam (ahora Tailandia). 
Fabergé cerró después de que los bolcheviques tomaran el poder en 1917. Las obras de arte de la compañía volvieron a ser populares en la década de 1960 entre los coleccionistas occidentales, encabezados por Malcolm Forbes. Los precios de estas piezas alcanzaron récords a principios del siglo XXI, gracias a rusos como Ivanov, que se encapricharon de las bellas obras de arte del patrimonio del país.
Ivanov dijo que comprar y renovar el edificio donde se encuentra el museo costó alrededor de 17 millones de euros, incluido un sistema de seguridad de 1 millón de euros. Eligió Baden-Baden, cerca de la frontera occidental de Alemania, porque es “tranquilo y agradable, en el centro de Europa, cerca de Francia y Suiza, un centro turístico para los ricos, e históricamente siempre ha sido el centro turístico más popular para los rusos”.

Ivanov dijo que una de las razones por las que abrió el museo en Alemania fue por motivos de seguridad. Le dijo al periódico británico Independent : 
"Es muy difícil [en Rusia] debido a todas las barreras administrativas [...] Tienes que estar en deuda con alguien, y nunca puedes sentir que tu colección está a salvo, ni del estado, ni de los bandidos, ni de nadie. En Alemania gastamos mucho dinero en seguridad, por supuesto, pero al menos sabes que el estado mismo no hará nada".
El primer año del museo estuvo marcado por un conflicto judicial. En abril de 2009, apenas un mes antes de la inauguración oficial, una empresa que se hace llamar Faberge Ltd., registrada en las Islas Caimán y propiedad de la familia Gilbertson, dedicados la extracción de piedras preciosas en Sudáfrica, presentó una demanda por los derechos de la marca comercial Fabergé. Esto hizo que el primer año del museo Fabergé fuera difícil. Mientras el caso estuvo pendiente, el museo no podía usar el nombre de Fabergé, lo que significaba que no habría publicidad, ni siquiera en un letrero en la puerta. En enero de 2010, un tribunal alemán falló a favor del Museo Fabergé, e inmediatamente comenzó a reanudar su funcionamiento con pleno derecho a utilizar el nombre Fabergé.
En mayo de 2012, el Museo Fabergé inauguró una nueva exposición permanente titulada "El oro del mundo". Consta de poco más de 100 piezas de oro de varias civilizaciones y continentes que datan desde el siglo VI a. C. hasta mediados del siglo XX. Entre los artículos se encuentran un antiguo cáliz iraní, joyas griegas antiguas, pitilleras Fabergé, joyas de oro azteca e inca y un raro trofeo de oro británico del siglo XVIII.

## Huevo Rothschild Fabergé

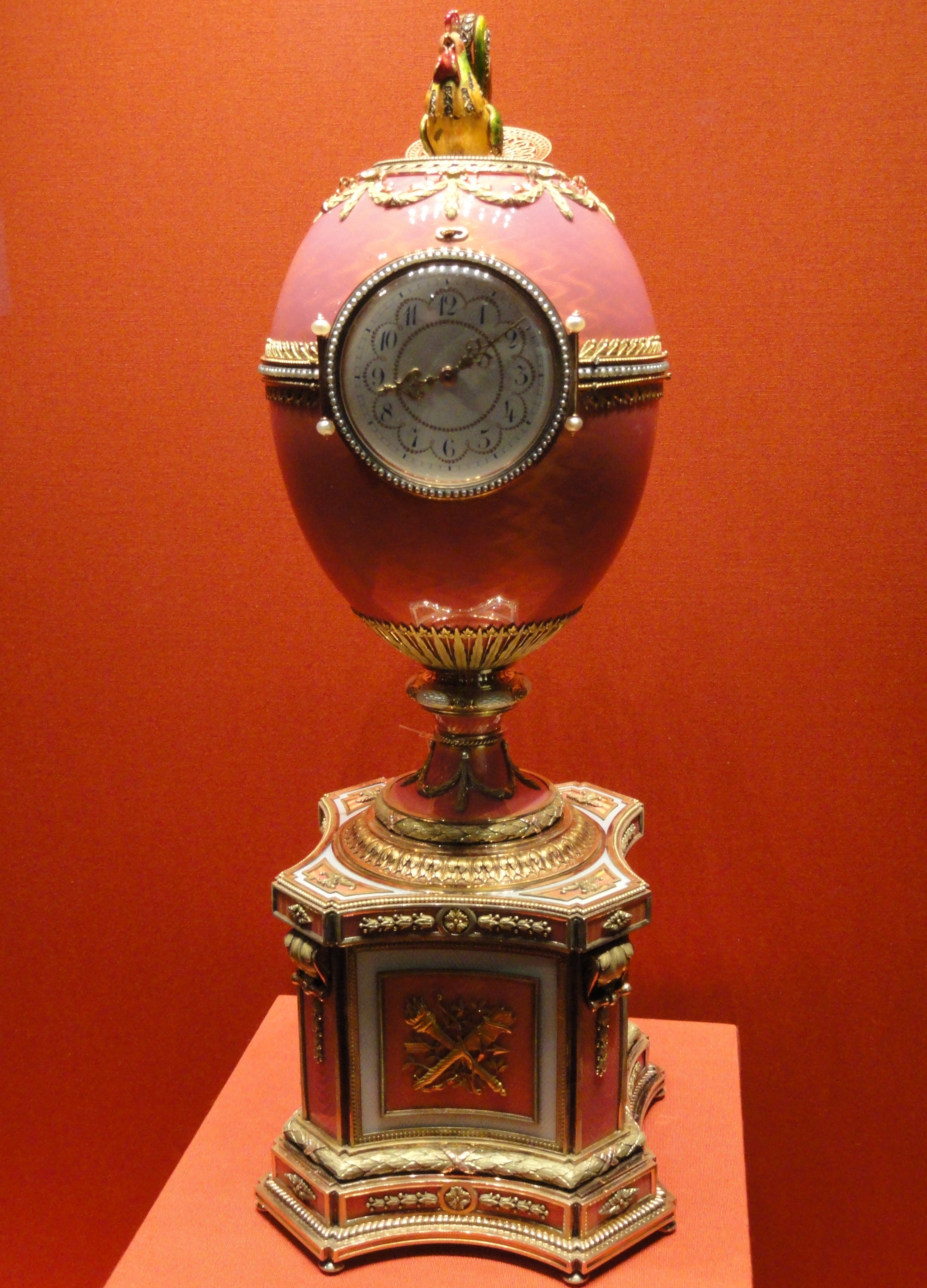
Huevo Rotschild Fabergé

El elemento más significativo de la colección del museo fue es el Huevo Rothschild Fabergé, que fue hecho como regalo de compromiso de Béatrice Ephrussi de Rothschild para la prometida de su hermano. Ivanov lo compró en la casa de subastas Christie's en Londres el 28 de noviembre de 2007, por £ 8 millones (£ 8,980,500 incluyendo la prima del comprador), es decir, casi $16.5 millones en ese momento.
Ivanov donó el Huevo Rotschild Fabregé al gobierno Ruso y el 8 de diciembre de 2014, el presidente, Vladímir Putin, regaló el huevo Rothschild Fabergé al Museo del Hermitage con motivo de su 250 aniversario. Días antes de que se hiciera este regalo, los funcionarios de aduanas británicos y alemanes allanaron el Museo Fabergé alegando que no se habían pagado los impuestos por la compra de la joya. Ivanov dijo que las acciones de los oficiales tenían motivaciones políticas, en medio de tensiones entre Occidente y Rusia, y con la esperanza de arruinar la ceremonia de entrega de regalos y avergonzar al jefe de Estado de Rusia.
Los investigadores británicos, a instancias del departamento de Hacienda y Aduanas de Reino Unido, afirmaron que el museo no había pagado casi 70,000 libras esterlinas en concepto de impuesto sobre el valor agregado (IVA) por los objetos adquiridos durante los últimos 15 años en las principales casas de subastas de Londres. Las redadas se llevaron a cabo con el apoyo del Departamento de Aduanas e Investigación Financiera de Alemania. El museo negó los cargos y declaró que no se encontró nada incriminatorio durante la operación.
Cuando Ivanov compró el huevo en Londres en 2007, solicitó un reembolso del IVA de aproximadamente £600,000 porque envió el huevo a Rusia, lo que eximió la compra del impuesto en la UE, pero los investigadores sospechaban que había sido transportado directamente a Alemania. Cuando los investigadores allanaron el museo, su director les dijo que el huevo había sido prestado brevemente a Baden-Baden para una exhibición y luego enviado de vuelta a Moscú.

## Escándalo en el Hermitage
En enero de 2021, un comerciante de arte especializado en Fabergé afirmó en una carta abierta al director del Museo del Hermitage, Mijaíl Piotrovsky, que varios artículos (incluidos cinco huevos) de la exposición “Fabergé: Joyero de la Corte Imperial ” (25 de noviembre de 2020 – 14 de marzo de 2021), eran falsificaciones (también llamados Fauxbergé). El escándalo tuvo eco en la prensa internacional.
El especialista en Fabergé, Geza von Habsburg, dijo a la BBC sobre este tema: "A juzgar por las fotografías y descripciones publicadas en línea, todos los llamados 'huevos de Pascua imperiales de Fabergé del museo en Baden-Baden que se exhiben en esta exposición son falsos, en mi opinión ." Otros destacados expertos de Fabergé como Alexander von Solodkoff y Ulla Tillander-Godenhielm también dudaron de su autenticidad.
Al menos 46 de los 91 objetos que fueron exhibidos en esta exposición temporal del Hermitage proceden del Museo Fabergé de Baden-Baden. Según el comerciante de arte que destapó el escándalo, alrededor del 40% de los 91 artículos de Fabergé exhibidos eran falsificaciones.